# پوکرووان
پوکرووان (به بلغاری: Pokrovan) یک منطقهٔ مسکونی در بلغارستان است که در ایوالوفگراد واقع شده‌است.